# Agelena limbata
Agelena limbata là một loài nhện trong họ Agelenidae.
Loài này thuộc chi Agelena. Agelena limbata được Tord Tamerlan Teodor Thorell miêu tả năm 1897.